# Kolnovice

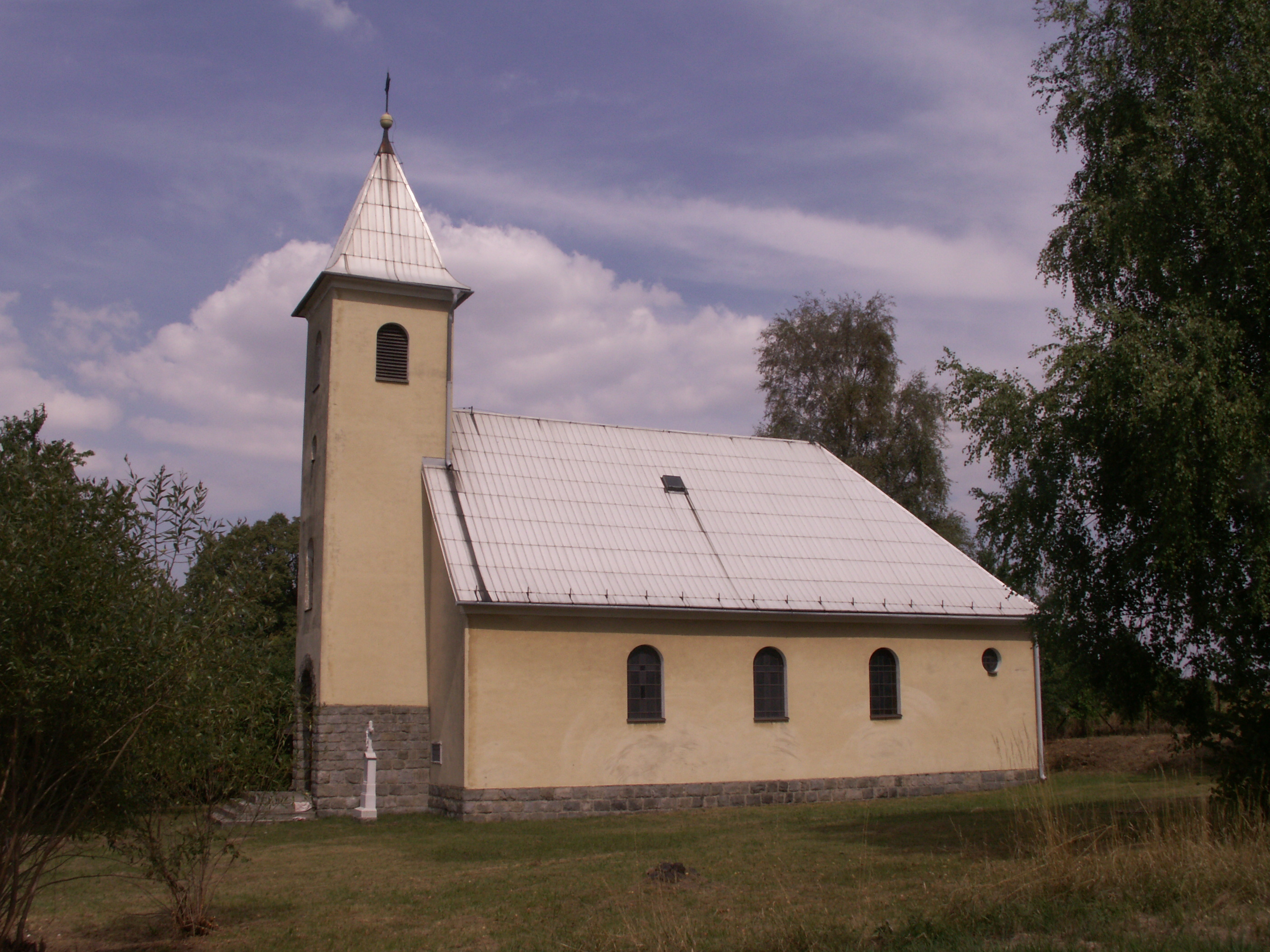
Kirche des hl. Rochus

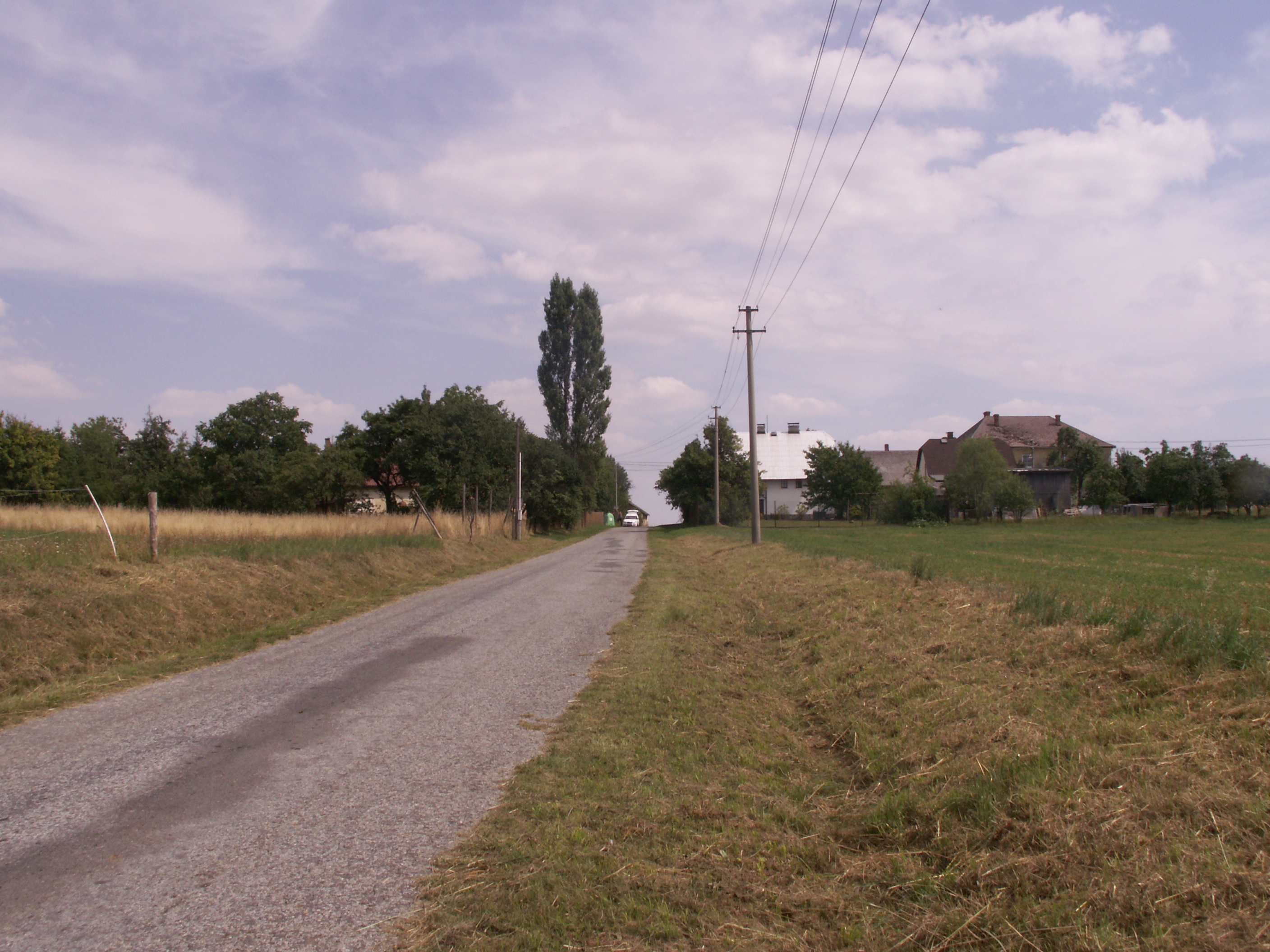
Häuser bei der Kirche

Kolnovice (deutsch Kohlsdorf) ist ein Ortsteil der Gemeinde Mikulovice in Tschechien. Er liegt vier Kilometer westlich von Głuchołazy an der polnischen Grenze und gehört zum Okres Jeseník.

## Geographie
Kolnovice befindet sich am Oberlauf des Baches Kolnovický potok/Długosz in den nordöstlichen Ausläufern des Nesselkoppenkammes (Sokolský hřbet). Im Südosten erhebt sich die Vysutá (375 m n.m.). 
Nachbarorte sind Radzów (Wilhelmsthal) und Gierałcice im Norden, Rudawa (Rothfest) und Bodzanów im Nordosten, Vysutá und Głuchołazy im Osten, Mikulovice im Süden, Nová Ves (Neudorf) und Terezín im Südwesten, die Wüstung Kolonie Domsdorf und Velké Kunětice im Westen sowie Sławniowice und Burgrabice im Nordwesten.

## Geschichte
Das Dorf entstand zu Zeiten des Breslauer Bischofs Lorenz während der Kolonisation im Gebiet der Kastellanei Ottmachau. Benannt wurde es wahrscheinlich nach einem Lokator Skoroš, der möglicherweise auch der Gründer des nahegelegenen Skorošice war. Die erste urkundliche Erwähnung von villa Scorosonis erfolgte 1263 unter den Dörfern der Kastellanei Ottmachau. Die Gerichtsbarkeit übten seit Bischof Lorenz’ Zeiten die Nachfahren der Ottmachauer Richter Vítek und Siegfried aus. Im Jahre 1290 wurde das Dorf als Scorusdorph bezeichnet, im Ort bestanden ein Freihof und eine Scholtisei. Im Liber fundationis episcopatus Vratislaviensis ist Scorusdorph nicht aufgeführt, stattdessen findet sich dort das dem am Bischofshof wirkenden Priester Peter von Waltdorf gehörige Domasdorph mit 10 Huben. Daraus lässt sich schließen, dass dem Bistum zu dieser Zeit keine Einkünfte aus Scorusdorph zuflossen und das Dorf zum Besitz der Ziegenhalser Vogtei gehörte. Domasdorf erlosch später. In den 1370er Jahren wandelte sich der Ortsname in Colensdorf (1372) bzw. Colisdorf (1378), der Hof wurde in dieser Zeit mit dem Gut Ziegenhals vereinigt. Ab 1413 war das Dorf dem Sprengel der neu errichteten Propstei Endersdorf zugeordnet. 1445 verpfändete der Ziegenhalser Vogt Gerlach das Dorf an den Oppelner Herzog Bolko V. Der Vogt Niemitz ließ 1555 eine Grenze zwischen seinem Anteil von Colisdorf und dem dem örtlichen Schultheiß unterstehenden Anteil ziehen. Zu Beginn des 17. Jahrhunderts kaufte die Stadt Ziegenhals die Vogtei auf. Damit wurde auch Colisdorf städtischer Besitz, das Dorf wurde jedoch bereits 1622 an Franz von Troilo verkauft und an das Gut Giersdorf angeschlossen. Seit 1638 wurde der Ortsname Kolsdorf verwendet. Mit der Einrichtung einer Pfarrei in Niklasdorf im Jahre 1672 wurde Kolsdorf dieser zugewiesen. Durch das Dorf führte die alte Landesstraße von Ziegenhals nach Weidenau.
Bei der Teilung des Fürstentums Neisse geriet Kolsdorf 1742 nach dem Vorfrieden von Breslau in eine Grenzlage; das Dorf selbst verblieb bei Österreich, der Hof kam zu Preußen und wurde mit Giersdorf vereinigt. Unmittelbar nördlich des Dorfes verlief die preußische Grenze, ebenso südöstlich. Der österreichische Teil wurde fortan in der Troppauer Landtafel als landtäfliges Gut geführt, dessen Besitzer dieselben wie des preußischen Gutes Giersdorf waren. Ab 1748 gehörte das Gut der Anna Franziska von Gröbst, ab 1768 Ernst von Hund und Altengrotkau, ab 1775 Joseph von Hund und Altengrotkau und ab 1782 Karl Joseph von Schimonsky. 1790 erwarb der Verwalter der Leobschützer Güter des Hauses Liechtenstein, Joseph Rennert die Güter Giersdorf und Kolsdorf. Ab 1792 wurde das Dorf als Kohlsdorf bezeichnet. Rennert ließ die herrschaftlichen Gründe parzellieren und darauf die Kolonien Rennertsfeld und Theresienfeld anlegen. Auf preußischen Gebiet entstand vis-a-vis von Theresienfeld die nach dem wüsten Domasdorf benannte Kolonie Domsdorf. Wegen der dadurch angewachsenen Bevölkerung und des weiten Kirchweges nach Niklasdorf bemühten sich die Bewohner von Kohlsdorf um die Errichtung einer eigenen Kirche. Zu Beginn des 19. Jahrhunderts begann in einem Privathaus der Schulunterricht, ein Schulhaus wurde um 1820 errichtet. Nach einem Seuchenausbruch versprachen die Bewohner von Kohlsdorf, Rennertsfeld, Alt und Neu Theresienfeld am 2. September 1832, den 16. August zu Ehren des hl. Rochus von Montpellier als Feiertag zu begehen.
Im Jahre 1836 umfasste das Gut Kohlsdorf die Ortschaften Kohlsdorf, Rennertsfeld und Theresienfeld. Das größtenteils im Tal an der Handelsstraße von Zuckmantel nach Neisse gelegene Dorf Kohlsdorf bestand aus 63 eng aneinandergereihten Häusern, in denen 366 deutschsprachige Personen lebten. Nördlich schloss sich das preußische Giersdorf an, im Osten die Kolonie Rennertsfeld. Im Ort gab es eine Erbscholtisei, die zusammen mit einigen Häusern auf der Anhöhe lag, ein Bräuhaus, eine Branntweinbrennerei, eine Mahlmühle und eine Schule. Haupterwerbsquellen waren der Ackerbau, insbesondere der Anbau von Flachs und Klee, die Garnspinnerei und der Garnhandel. Pfarrort war Niklasdorf. Bis zur Mitte des 19. Jahrhunderts blieb Kohlsdorf ein landtäfliges Gut im Besitz der Familie Rennert auf Giersdorf.
Nach der Aufhebung der Patrimonialherrschaften bildete Kohlsdorf / Kolnovice ab 1849 mit den Ortsteilen Theresienfeld und Rennertsfeld eine Gemeinde im Gerichtsbezirk Freiwaldau. Ab 1869 gehörte Kohlsdorf zum Bezirk Freiwaldau. Zu dieser Zeit hatte die Gemeinde 921 Einwohner und bestand aus 158 Häusern. Durch die Errichtung von Textilfabriken insbesondere in Freiwaldau verlor die Spinnerei und Weberei ihre Bedeutung. Ein Teil der Männer arbeitete in den Groß Kunzendorfer und Saubsdorfer Marmorbrüchen sowie in den Ziegenhalser und Niklasdorfer Fabriken; die Frauen besserten das Einkommen durch Handschuhnäherei auf. Beim Zensus von 1890 erreichte die Gemeinde ihre höchste Bevölkerungszahl, zum Tausend fehlten nur zwei Personen. Im Jahre 1900 lebten in Kohlsdorf (mit Theresienfeld und Rennersfeld) 867 Personen, 1910 waren es 783. Nach der Gründung der Tschechoslowakei wurden einige Tschechen angesiedelt. Beim Zensus von 1921 lebten in den 151 Häusern des Dorfes 759 Menschen, darunter 635 Deutsche und drei Tschechen. Die tschechische Ortsnamen Terezín und Renertov für die beiden Ortsteile wurden 1924 eingeführt. 1930 bestand die Gemeinde aus 159 Häusern und hatte 789 Einwohner (darunter 690 Deutsche und 16 Tschechen), davon lebten 356 in Kohlsdorf, 288 in Theresienfeld und 145 in Rennersfeld. Im Mai 1938 wurde zwischen Kohlsdorf und Rennersfeld die Kirche des hl. Rochus geweiht. Nach dem Münchner Abkommen wurde die Gemeinde 1938 dem Deutschen Reich zugesprochen und gehörte bis 1945 zum Landkreis Freiwaldau. 1939 hatte die Gemeinde 762 Einwohner. Nach dem Ende des Zweiten Weltkrieges kam Kolnovice zur Tschechoslowakei zurück; die meisten der deutschsprachigen Bewohner wurden 1945/46 vertrieben. Wegen der Grenzlage erfolgte nur eine geringe Neubesiedlung; die neuen Bewohner stammten aus Mittelböhmen und der Slowakei, darunter zahlreiche Roma. 1949 erfolgte die Umbenennung des Ortsteils Renertov in Vysutá. Ein Großteil der Häuser wurde Ende der 1950er Jahre abgerissen. 1949 wurde die JZD Kolnovice als eine der ersten des Landes gegründet. 1950 hatte die Gemeinde nur noch 253 Einwohner. Die Schule in Kolnovice wurde 1958 geschlossen. Im Zuge einer polnisch-tschechoslowakischen Grenzregulierung erhielt die Gemeinde 1958 den westlichen Teil (94 ha) des bis an den Kolnovický potok reichenden polnischen Zipfels mit dem Hügel Vysutá von der Stadt Głuchołazy zugesprochen und trat dafür die östlichen Fluren von Vysutá (15 ha) an die polnische Gemeinde Gierałcice ab. Wegen der abgelegenen Lage und der schlechten Verkehrsanbindung sank die Einwohnerzahl immer weiter. Bei der Gebietsreform von 1960 wurde der Okres Jeseník aufgehoben und die Gemeinde in den Okres Šumperk eingegliedert. 1961 erfolgte die Eingemeindung nach Mikulovice. Die JZD Kolnovice wurde 1974 mit der JZD Velké Kunětice vereinigt. Seit 1996 gehört Kolnovice wieder zum Okres Jeseník. Beim Zensus von 2001 lebten in den 43 Häusern des Ortsteils 85 Personen, davon 33 in Kolnovice (19 Häuser), 31 in Vysutá (16 Häuser) und 21 in Terezín (8 Häuser).

## Ortsgliederung
Der Ortsteil Kolnovice besteht aus den Grundsiedlungseinheiten Kolnovice (Kohlsdorf), Terezín (Theresienfeld) und Vysutá (Rennersfeld).
Kolnovice bildet einen Katastralbezirk. 

## Sehenswürdigkeiten
- Kirche des hl. Rochus, erbaut 1935–1938
- Steinernes Kreuz vor der Kirche